# Форт Хант (Вирџинија)
Форт Хант (енгл. Fort Hunt) насељено је место без административног статуса у америчкој савезној држави Вирџинија.

## Демографија
По попису из 2010. године број становника је 16.045, што је 3.122 (24,2%) становника више него 2000. године.
| Група             | 2000.          | 2010.          |
| Белци             | 11.739 (90,8%) | 14.184 (88,4%) |
| Афроамериканци    | 306 (2,4%)     | 368 (2,3%)     |
| Азијати           | 331 (2,6%)     | 449 (2,8%)     |
| Хиспаноамериканци | 342 (2,6%)     | 698 (4,4%)     |
| Укупно            | 12.923         | 16.045         |